# Sender Langenbrand
Der Sender Langenbrand ist ein 143 Meter hoher Rundfunk- und Richtfunkturm der Deutschen Telekom AG im Schömberger Ortsteil Langenbrand im Landkreis Calw, etwa 500 Meter nordöstlich des höchsten Punktes der Langenbrander Höhe auf einer Höhe von 707 m ü. NHN. Er wurde 1964 erbaut und besitzt drei Plattformen in 42 Meter, 51 Meter und 81 Meter Höhe. Die Stahlfachwerkkonstruktion ist 126,8 Meter hoch, danach folgt ein 16 Meter hoher Zylinder aus glasfaserverstärktem Kunststoff (GFK), der die Fernsehantenne enthält. Die Anlage ist für die Öffentlichkeit nicht zugänglich.
Der Sender versorgt weite Teile des Nordschwarzwalds mit Fernseh- und UKW-Hörfunkprogrammen. Der erste Fernsehsender ging am 5. September 1964 für das ZDF in Betrieb, es folgte 1966 der SDR als Untermieter mit einem Sender für das Erste Fernsehprogramm. Im Jahr 1969 ging das Dritte Fernsehprogramm auf Sendung. Seit 1974 nutzt der SDR (heute SWR) den Standort auch zur Hörfunkverbreitung. Seit dem 5. November 2008 wird von hier digitales Fernsehen (DVB-T) ausgestrahlt, wofür die Antennenspitze (GFK-Zylinder) ausgetauscht wurde.

## Frequenzen und Programme

### Analoger Hörfunk (UKW)
| Frequenz (MHz) | Programm               | RDS PS   | RDS PI                | Regionalisierung  | ERP (kW) | Antennendiagramm rund (ND)/gerichtet (D) | Polarisation horizontal (H)/vertikal (V) |
| -------------- | ---------------------- | -------- | --------------------- | ----------------- | -------- | ---------------------------------------- | ---------------------------------------- |
| 92,9           | SWR1 Baden-Württemberg | SWR1_BW_ | D301                  | –                 | 5        | D (290–80°)                              | H                                        |
| 105,2          | bigFM                  | _bigFM__ | D8A9 (regional), D3A9 | Baden-Württemberg | 20       | D (300–20°, 50–90°)                      | H                                        |

### Digitales Radio (DAB)
Digitales Radio wurde zu Beginn als DAB auf DAB-Kanal 12B ausgestrahlt. Mit Beginn des Neustart von Digitalradio in DAB+ wurde am 10. November 2011 ein Wechsel auf DAB-Kanal 11B vollzogen und das Programmangebot zum 25. Mai 2012 durch private Radioangebote erweitert. Seit dem 1. Juni 2012 wird zudem der bundesweite Multiplex auf DAB-Kanal 5C ausgestrahlt. Die Ausstrahlung der DAB/DAB+ Multiplexe erfolgt im Gleichwellennetz (SFN) mit anderen Sendern.
| Block                       | Programme (Datendienste) | ERP (kW)       | Antennen- diagramm rund (ND), gerichtet (D) | Polarisation horizontal (H)/ vertikal (V) | Gleichwellennetz (SFN) |
| --------------------------- | --- | -------------- | ------------------------------------------- | ----------------------------------------- | --- |
| 5C DRDeutschland (D__00188) | DAB+ Block der Media Broadcast: - Absolut relax (72 kbps) - Dlf (104 kbps) - Dlf Kultur (112 kbps) - Dlf Nova (104 kbps) - DRadio DokDeb (48 kbps) - Energy Digital (72 kbps) - ERF Plus (64 kbps) - Klassik Radio (72 kbps) - Radio Bob (72 kbps) - Radio Horeb (48 kbps) - Radio Schlagerparadies (64 kbps) - Schwarzwaldradio (64 kbps) - sunshine live (72 kbps) - DRadio Daten (32 kbps Daten) - EPG Deutschland (16 kbps Daten) - TPEG (16 kbps Daten) - TPEG_MM (16 kbps Daten) | 0,8 (max. 1,6) | D                                           | V                                         | - Baden-Württemberg: Aalen, Baden-Baden (Fremersberg), Bad Mergentheim, Blauen, Brandenkopf, Donaueschingen, Feldberg im Schwarzwald, Freiburg (Vogtsburg-Totenkopf), Geislingen (Oberböhringen), Großerlach (Hohe Brach), Heidelberg (Königstuhl), Heilbronn (Schweinsberg), Hochrhein (Rickenbach), Hornisgrinde, Pforzheim (Schömberg-Langenbrand), Raichberg, Ravensburg (Höchsten), Reutlingen, Stuttgart (Frauenkopf), Ulm (Kuhberg) - Bayern: Amberg (Hirschau), Aschaffenburg (Pfaffenberg), Augsburg (Hotelturm), Bad Tölz (Gaißach), Bamberg (Geisberg), Büttelberg, Brotjacklriegel, Dillberg, Grünten, Herzogstand, Hochberg (Traunstein), Hoher Bogen, Inntal (Ebbs), Ingolstadt (Gelbelsee), Kreuzberg/Rhön, Landshut (Altdorf), München (Olympiaturm), Nennslingen (Büchelberg), Nürnberg, Oberammergau, Ochsenkopf, Passau, Pfänder, Pfaffenhofen, Pfarrkirchen, Pfronten, Regensburg (Hohe Linie), Unterringingen, Untersberg, Wendelstein (Bayrischzell), Würzburg (Frankenwarte) - Berlin: Berlin (Alexanderplatz), Berlin (Scholzplatz) - Brandenburg: Bad Belzig, Booßen, Brandenburg/Havel, Calau, Casekow, Cottbus, Eisenhüttenstadt, Petkus, Pritzwalk, Templin - Bremen: Bremen (Walle), Bremerhaven-Schiffdorf - Hamburg: Hamburg (Moorfleet), Hamburg (Heinrich-Hertz-Turm) - Hessen: Bad Hersfeld (Rimberg), Biedenkopf (Sackpfeife), Fulda (Hummelskopf), Frankfurt (Europaturm), Gelnhausen (Schnepfenkopf), Gießen (Dünsberg), Großer Feldberg, Hardberg, Hohe Wurzel, Hoher Meißner, Kassel (Habichtswald), Mainz-Kastel - Mecklenburg-Vorpommern: Garz (Rügen), Güstrow, Malchin, Neubrandenburg-Süd, Rostock (Toitenwinkel), Röbel, Schwerin (Zippendorf-Gr.Dreesch), Torgelow, Wismar/Rüggow, Züssow - Niedersachsen: Aurich-Popens, Braunschweig (Broitzem), Braunschweig (Drachenberg), Cuxhaven-Stadt, Dannenberg, Göttingen (Bovenden-Osterberg), Hannover (Telemax), Lingen, Lüneburg-Neu Wendhausen, Molbergen-Peheim, Osnabrück (Bramsche-Schleptruper Egge), Hildesheim (Sibbesse), Steinkimmen, Uelzen, Visselhövede, Wilhelmshaven - Nordrhein-Westfalen: Aachen (Karlshöhe), Bielefeld (Hünenburg), Bonn (Venusberg), Dortmund (Florianturm), Düsseldorf (Rheinturm), Eggegebirge, Herscheid, Hochsauerland (Hunau), Hürtgenwald-Großhau, Köln (Colonius), Langenberg, Lügde-Rischenau (Köterberg), Minden (Jakobsberg), Münster (Fernmeldeturm), Schöppingen, Siegen-Süd, Wesel - Rheinland-Pfalz: Bad Kreuznach (Schanzenkopf), Bad Marienberg (Westerwald), Bornberg, Daun (Eifel), Edenkoben (Kalmit), Heckenbach-Schöneberg (Ahrweiler), Idar-Oberstein, Kaiserslautern, Kettrichhof, Koblenz (Kühkopf), Trier (Petrisberg) - Saarland: Merzig-Merchingen, Saarbrücken (Schoksberg) - Sachsen: Chemnitz, Dresden, Geyer, Leipzig, Löbau, Neustadt, Oschatz, Schöneck, Zwickau Ost - Sachsen-Anhalt: Brocken, Burg, Dequede, Petersberg, Pettstädt (Weißenfels), Schneidlingen, Wittenberg - Schleswig-Holstein: Bungsberg, Flensburg, Heide, Helgoland, Hennstedt, Kiel (Kronshagen), Lübeck (Stockelsdorf), Schleswig, Niebüll (Süderlügum), Westerland (Sylt) - Thüringen: Bleßberg (Sonneberg), Erfurt-Hochheim, Gera, Inselsberg, Jena (Oßmaritz), Kulpenberg, Saalfeld (Remda), Lobenstein (Sieglitzberg), Weimar (Ettersberg) |
| 9B Antenne DE (D__00359)    | DAB-Block von Antenne Deutschland: - 80s80s (72 kbps) - 90s90s (72 kbps) - Absolut Bella (72 kbps) - Absolut Germany (72 kbps) - Absolut HOT (72 kbps) - Absolut Oldie (72 kbps) - Absolut TOP (72 kbps) - AIDAradio (72 kbps) - Ballermann Radio (72 kbps) - Beats Radio (72 kbps) - Brillux Radio (72 kbps) - Nostalgie (72 kbps) - Oldie Antenne (72 kbps) - RTL Radio (72 kbps) - Rock Antenne (72 kbps) - Toggo Radio (72 kbps)                                                   | 10             | ND                                          | V                                         | - Baden-Württemberg: Aalen, Baden-Baden (Fremersberg), Heidelberg (Königstuhl), Heilbronn (Schweinsberg), Pforzheim (Schömberg-Langenbrand), Stuttgart (Frauenkopf) - Hessen: Fulda (Hummelskopf), Frankfurt (Europaturm), Gelnhausen (Schnepfenkopf), Gießen (Dünsberg), Großer Feldberg, Hardberg, Kassel (Habichtswald), Mainz-Kastel - Nordrhein-Westfalen: Aachen (Karlshöhe), Bonn (Venusberg), Dortmund (Florianturm), Düsseldorf (Rheinturm), Herscheid, Köln (Colonius), Langenberg, Münster (Fernmeldeturm), Siegen-Süd, Wesel - Rheinland-Pfalz: Bornberg, Daun (Boverath), Koblenz (Kühkopf), Trier (Petrisberg) - Saarland: Saarbrücken (Schoksberg) |
| 9D SWR BW N (D__00234)      | DAB+ Block des SWR - SWR1 BW (112 kbps) - SWR Kultur (128 kbps) - SWR3 (Rheinland bis Bodensee) (112 kbps) - SWR4 HN (Studio Heilbronn) (112 kbps) - SWR4 KA (Studio Karlsruhe) (112 kbps) - SWR4 MA (Studio Mannheim) (112 kbps) - SWR4 S (Studio Stuttgart) (112 kbps) - SWR4 UL (Studio Ulm) (112 kbps) - SWR Aktuell (72 kbps) - DASDING (112 kbps) - EPG (24 kbps) - TPEG (16 kbps)                                                                                               | 5              | ND                                          | V                                         | Aalen, Baden-Baden (Merkur), Bad Mergentheim (Am Kettenwald), Buchen (Odenwald), Ettlingen (Wattkopf), Hardberg, Heidelberg (Königstuhl), Heidenheim-Osterholz, Heilbronn (Weinsberg), Herbrechtingen, Langenbrand, Mannheim-Oststadt, Mühlacker, Murgtal (Draberg), Geislingen (Oberböhringen), Schwäbisch Gmünd, Stuttgart (Fernsehturm), Stuttgart (Funkhaus), Waldenburg (Friedrichsberg), Wertheim |
| 11B OAS BW (D__00201)       | DAB+ Block der ON AIR support GmbH - Antenna BW (72 kbps) - Antenne 1 (72 kbps) - baden.fm (72 kbps) - bigFM (72 kbps) - Die Neue 107.7 (72 kbps) - die neue welle (72 kbps) - Energy Stuttgart (72 kbps) - Donau 3 FM (72 kbps) - egoFM (72 kbps) - Hitradio Ohr (72 kbps) - Radio 7 (72 kbps) - Radio Regenbogen (72 kbps) - Rock FM (72 kbps) - Das Neue Radio Seefunk (72 kbps) - Radio Teddy (72 kbps) - Radio Ton (72 kbps)                                                      | 5,4 (max. 10)  | ND                                          | V                                         | Aalen, Alpirsbach, Bad Mergentheim, Baden-Baden (Merkur), Baiersbronn, Blauen, Brandenkopf, Donaueschingen, Freiburg (Schönberg), Forbach, Geislingen (Oberböhringen), Heidelberg (Königstuhl), Heilbronn (Schweinsberg), Hochrhein (Rickenbach), Hornisgrinde, Karlsruhe (Grünwettersbach), Kempten, Kreuzwertheim, Lahr (Schutterlindenberg), Langenburg, Mudau, Pfänder, Pforzheim (Langenbrand), Raichberg, Ravensburg (Höchsten), Reutlingen, Schramberg/Sulgen-Süd, Stuttgart (Frauenkopf), Tuttlingen (Witthoh), Ulm (Kuhberg) |

### Digitales Fernsehen (DVB-T2)
| Kanal | Frequenz (in MHz) | Multiplex   | Programme im Multiplex                                                                                      | ERP (in kW) | Antennen- diagramm rund (ND) / gerichtet (D) | Polarisation horizontal (H) / vertikal (V) | Modula- tions- verfahren | FEC | Guard- intervall | Bitrate (in MBit/s) | Gleichwellen- netz (SFN)                                           |
| ----- | ----------------- | ----------- | --- | ----------- | -------------------------------------------- | ------------------------------------------ | ------------------------ | --- | ---------------- | ------------------- | ------------------------------------------------------------------ |
| 33    | 570               | ZDF         | - ZDF HD - 3sat HD - KiKA HD - zdf_neo HD - zdf_info HD                                                     | 50          | ND                                           | H                                          | 64-QAM                   | 3/5 | 19/128           | 22                  | Sendeturm Langenbrand, Baden-Baden                                 |
| 21    | 474               | SWR         | - SWR BW HD - SWR RP HD - BR Süd HD - hr HD - WDR HD Köln                                                   | 50          | ND                                           | H                                          | 64-QAM                   | 3/5 | 19/256           | 24,66               | Sendeturm Langenbrand, Mannheim, Fernsehturm Heidelberg, Karlsruhe |
| 27    | 522               | ARD         | - Das Erste HD (SWR) - tagesschau24 HD - arte HD - Phoenix HD - One HD                                      | 50          | ND                                           | H                                          | 64-QAM                   | 3/5 | 19/256           | 24,66               | Sendeturm Langenbrand, Mannheim, Fernsehturm Heidelberg, Karlsruhe |
| 35    | 586               | freenetTV 1 | - RTL HD (Rhein-Neckar) - VOX HD - SUPER RTL HD - RTL II HD - n-tv HD - RTL NITRO HD - Tele 5 HD            | 50          | ND                                           | H                                          | 64-QAM                   | 2/3 | 1/16             | 27,6                | Sendeturm Langenbrand, Mannheim, Fernsehturm Heidelberg, Karlsruhe |
| 44    | 658               | freenetTV 2 | - SAT.1 HD - ProSieben HD - kabel eins HD - SIXX HD - ProSieben MAXX HD - SAT.1 Gold HD - Sport1 HD         | 50          | ND                                           | H                                          | 64-QAM                   | 2/3 | 1/16             | 27,6                | Sendeturm Langenbrand, Mannheim, Fernsehturm Heidelberg, Karlsruhe |
| 24    | 498               | freenetTV 3 | - Disney Channel HD - N24 HD - DMAX HD - Eurosport 1 HD - nickelodeon HD - QVC HD - HSE 24 HD - bibel.TV HD | 50          | ND                                           | H                                          | 64-QAM                   | 2/3 | 1/16             | 27,6                | Sendeturm Langenbrand, Mannheim, Fernsehturm Heidelberg, Karlsruhe |

### Analoges Fernsehen (PAL)
Bis 2008 strahlte der Sender Langenbrand drei Fernsehprogramme in der analogen Fernsehnorm PAL aus.
| Kanal | Frequenz (MHz) | Programm                        | ERP (kW) | Sendediagramm rund (ND)/ gerichtet (D) | Polarisation horizontal (H)/ vertikal (V) |
| ----- | -------------- | ------------------------------- | -------- | -------------------------------------- | ----------------------------------------- |
| 21    | 471,25         | Das Erste (SWR)                 | 100      | D                                      | H                                         |
| 34    | 575,25         | ZDF                             | 170      | ND                                     | H                                         |
| 59    | 775,25         | SWR Fernsehen Baden-Württemberg | 160      | ND                                     | H                                         |